# Cenei
Cenei là một xã thuộc hạt Timiș, România. Dân số thời điểm năm 2002 là 4805 người.